# Bouteville
Pour les articles homonymes, voir Bouteville (homonymie).
Bouteville est une commune du sud-ouest de la France, située dans le département de la Charente (région Nouvelle-Aquitaine).
Ses habitants sont appelés les Boutevillois et Boutevilloises ou les Boutevilliens et Boutevilliennes.

## Géographie

### Localisation et accès
Bouteville est située sur la rive gauche de la Charente, à l'ouest du canton de Châteauneuf-sur-Charente.
Les villes les plus proches sont :
- au nord, Jarnac à 9 km
- au nord-est, Angoulême à 23 km,
- à l'est, Châteauneuf-sur-Charente à 7 km
- au sud, Barbezieux-Saint-Hilaire à 14 km
- au sud-ouest, Archiac (Charente-Maritime) à 16 km
- à l'ouest, Segonzac à 7 km,
- au nord-ouest, Cognac à 18 km[2].

Son territoire est situé en  Grande-Champagne, premier cru de cognac.
Le bourg de Bouteville s'étend au pied du mamelon qui supporte le château.
La route D 699 entre Châteauneuf et Archiac limite la commune de Bouteville au sud-est. La D 95 relie le bourg à Châteauneuf et Angoulême à l'est, et Jarnac, Segonzac et Cognac vers l'ouest.
La gare la plus proche est celle de Châteauneuf, desservie par des TER à destination d'Angoulême, Cognac, Saintes et Royan.

### Hameaux et lieux-dits
Les principaux hameaux de la commune sont, près du bourg, le Prat et les Gauthiers.
Douvesse est sur les collines qui couvrent le nord de la commune.
Le Maine des Champs est sur le chemin Boisné et Armelle au nord.
Peuchaud et La Brousse sont près de la route de Châteauneuf, Chadebois, limitrophe de la commune de Châteauneuf et le Figeroux, sont sur le chemin d'Angeac-Charente.

### Communes limitrophes
| Saint-Même-les-Carrières | Graves-Saint-Amant | Angeac-Charente          |
| Saint-Preuil             | Bouteville         | Châteauneuf-sur-Charente |
|                          | Bonneuil           | Bellevigne               |

### Géologie et relief

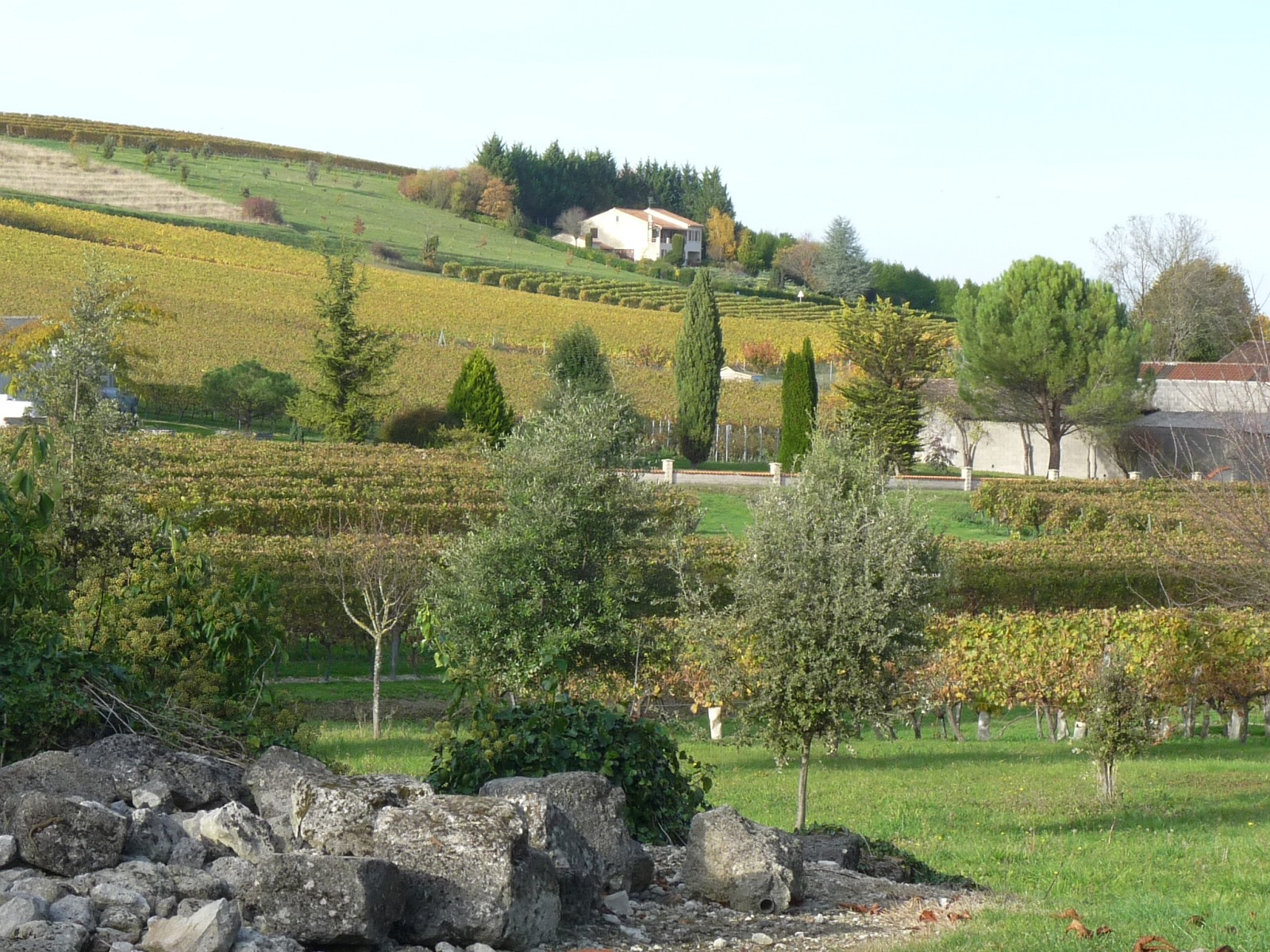
La cuesta vue de l'église.

Bouteville occupe le calcaire du Crétacé de la rive gauche de la Charente, qui s'étage entre l'Angoumien (ou Turonien) au nord et le Campanien au sud-ouest de la commune, en passant par le Coniacien qui occupe la bordure nord-est et le Santonien qui occupe le centre de la commune.
Le territoire communal occupe un palier entre deux cuestas qui regardent vers le nord-est. La première, en limite nord de la commune (Anqueville), sépare le Turonien inférieur du Turonien supérieur (calcaire plus dur), et forme le bord sud de la vallée de la Charente. On retrouve cet escarpement vers l'est en direction de Claix, La Couronne et le plateau d'Angoulême, et vers l'ouest en direction de Saint-Même et Bourg-Charente.
L'Angoumien a été exploité par des carrières de pierre de taille à Anqueville.
La deuxième cuesta, au sud-ouest de la commune et au pied de laquelle le bourg est situé, plus haute, est dans le Campanien et va vers l'ouest en direction de Segonzac et Genté, et vers l'est en direction de Jurignac, Plassac-Rouffiac et Villebois-Lavalette. Une zone d'argile sableuse datant du Tertiaire occupe le sommet boisé de cette cuesta, en limite ouest et sud de la commune,,.
Les sommets de ces deux escarpements culminent dans la commune respectivement à 80 m d'altitude pour celle du nord, et 150 m pour celle du sud. Elles forment des collines assez hautes, surtout au sud, et sont boisées. Entre ces deux cuestas se trouve la plaine viticole, formant un palier d'environ 60 m d'altitude, et c'est là que passe l'ancienne voie romaine Saintes-Périgueux, le chemin Boisné, longeant parfaitement ces reliefs.
Le point culminant de la commune est à une altitude de 152 m, au sud-est du bourg en haut des Garennes et près de la limite avec Bonneuil. Le point le plus bas est à 32 m, sur la limite nord au pied d'Anqueville. Le bourg s'étage entre 75 et 115 m d'altitude.

### Hydrographie

#### Réseau hydrographique

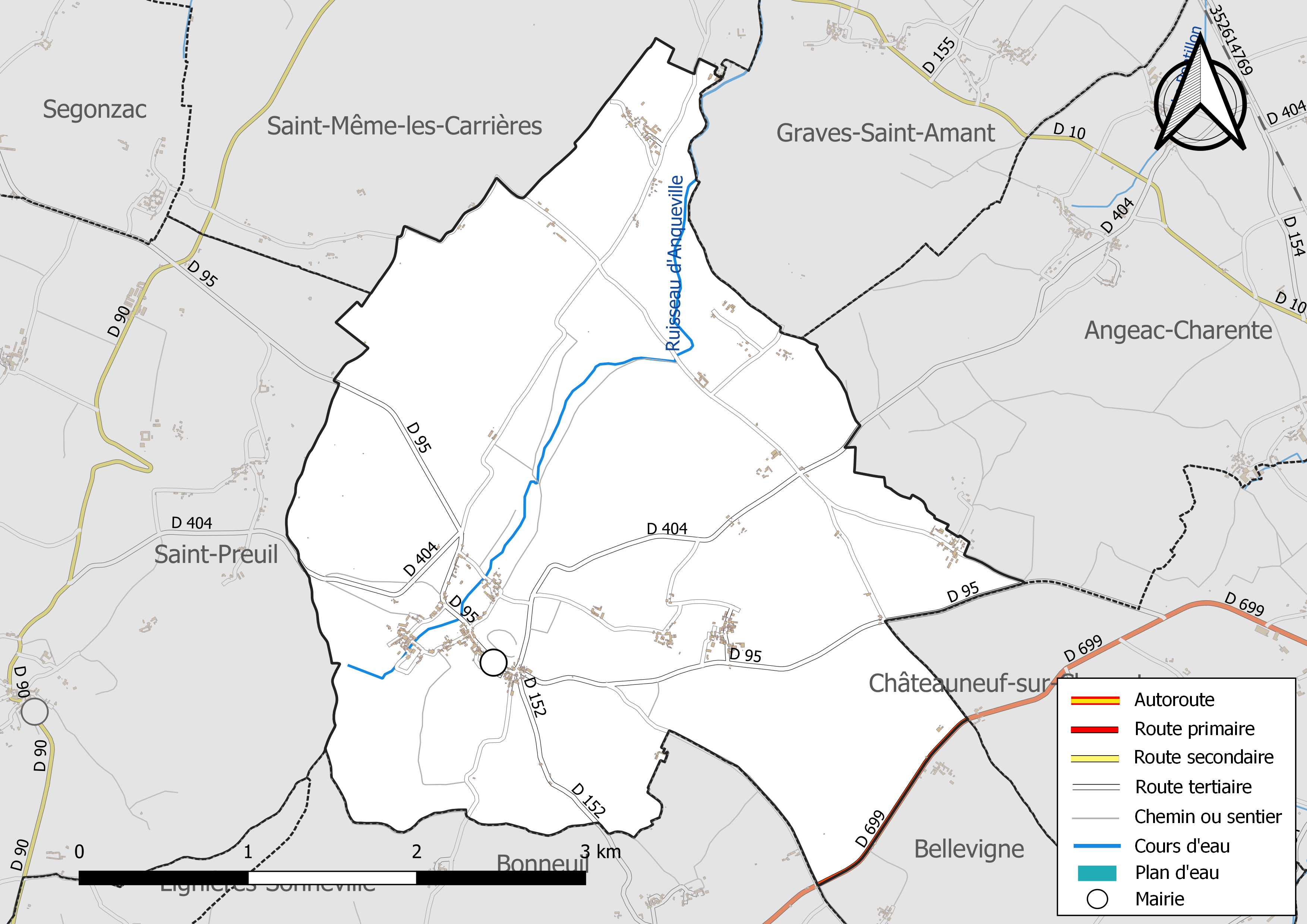
Réseaux hydrographique et routier de Bouteville.

La commune est située dans le bassin versant de la Charente au sein du Bassin Adour-Garonne. La commune est traversée par un seul ruisseau, qui prend sa source au pied du bourg et est alimenté par de nombreuses petites sources aux Gautiers. Il coule en direction du nord et passe à Anqueville, puis s'éloigne de la commune avant de se jeter dans la Charente. Quelques lavoirs jalonnent aussi son cours,.

#### Gestion des cours d'eau
Le territoire communal est couvert par le schéma d'aménagement et de gestion des eaux (SAGE) « Charente ». Ce document de planification, dont le territoire correspond au bassin de la Charente, d'une superficie de 9 300 km2, a été approuvé le 19 novembre 2019. La structure porteuse de l'élaboration et de la mise en œuvre est l'établissement public territorial de bassin Charente. Il définit sur son territoire les objectifs généraux d’utilisation, de mise en valeur et de protection quantitative et qualitative des ressources en eau superficielle et souterraine, en respect des objectifs de qualité définis dans le troisième SDAGE du Bassin Adour-Garonne qui couvre la période 2022-2027, approuvé le 10 mars 2022.

### Climat
Bouteville a le climat de la région de Cognac, qui, comme une grande partie de la Charente est de type océanique aquitain.
| Mois                              | jan. | fév.  | mars  | avril | mai   | juin  | jui.  | août  | sep.  | oct. | nov. | déc. | année   |
| --------------------------------- | ---- | ----- | ----- | ----- | ----- | ----- | ----- | ----- | ----- | ---- | ---- | ---- | ------- |
| Température minimale moyenne (°C) | 2    | 2,8   | 3,8   | 6,2   | 9,4   | 12,4  | 14,4  | 14    | 12,1  | 8,9  | 4,7  | 2,6  | 7,8     |
| Température moyenne (°C)          | 5,4  | 6,7   | 8,5   | 11,1  | 14,4  | 17,8  | 20,2  | 19,7  | 17,6  | 13,7 | 8,6  | 5,9  | 12,5    |
| Température maximale moyenne (°C) | 8,7  | 10,5  | 13,1  | 15,9  | 19,5  | 23,1  | 26,1  | 25,4  | 23,1  | 18,5 | 12,4 | 9,2  | 17,1    |
| Ensoleillement (h)                | 80   | 103,9 | 153,3 | 184,5 | 204,9 | 239,6 | 276,4 | 248,3 | 199,4 | 159  | 96,8 | 78,8 | 2 024,9 |
| Précipitations (mm)               | 80,4 | 67,3  | 65,9  | 68,3  | 71,6  | 46,6  | 45,1  | 50,2  | 59,2  | 68,6 | 79,8 | 80   | 783,6   |

## Urbanisme

### Typologie
Au 1er janvier 2024, Bouteville est catégorisée commune rurale à habitat très dispersé, selon la nouvelle grille communale de densité à 7 niveaux définie par l'Insee en 2022.
Elle est située hors unité urbaine et hors attraction des villes,.

### Occupation des sols
L'occupation des sols de la commune, telle qu'elle ressort de la base de données européenne d’occupation biophysique des sols Corine Land Cover (CLC), est marquée par l'importance des territoires agricoles (91,4 % en 2018), une proportion sensiblement équivalente à celle de 1990 (91,6 %). La répartition détaillée en 2018 est la suivante :
cultures permanentes (63,5 %), terres arables (14 %), zones agricoles hétérogènes (13,9 %), forêts (8,6 %). L'évolution de l’occupation des sols de la commune et de ses infrastructures peut être observée sur les différentes représentations cartographiques du territoire : la carte de Cassini (XVIIIe siècle), la carte d'état-major (1820-1866) et les cartes ou photos aériennes de l'IGN pour la période actuelle (1950 à aujourd'hui).

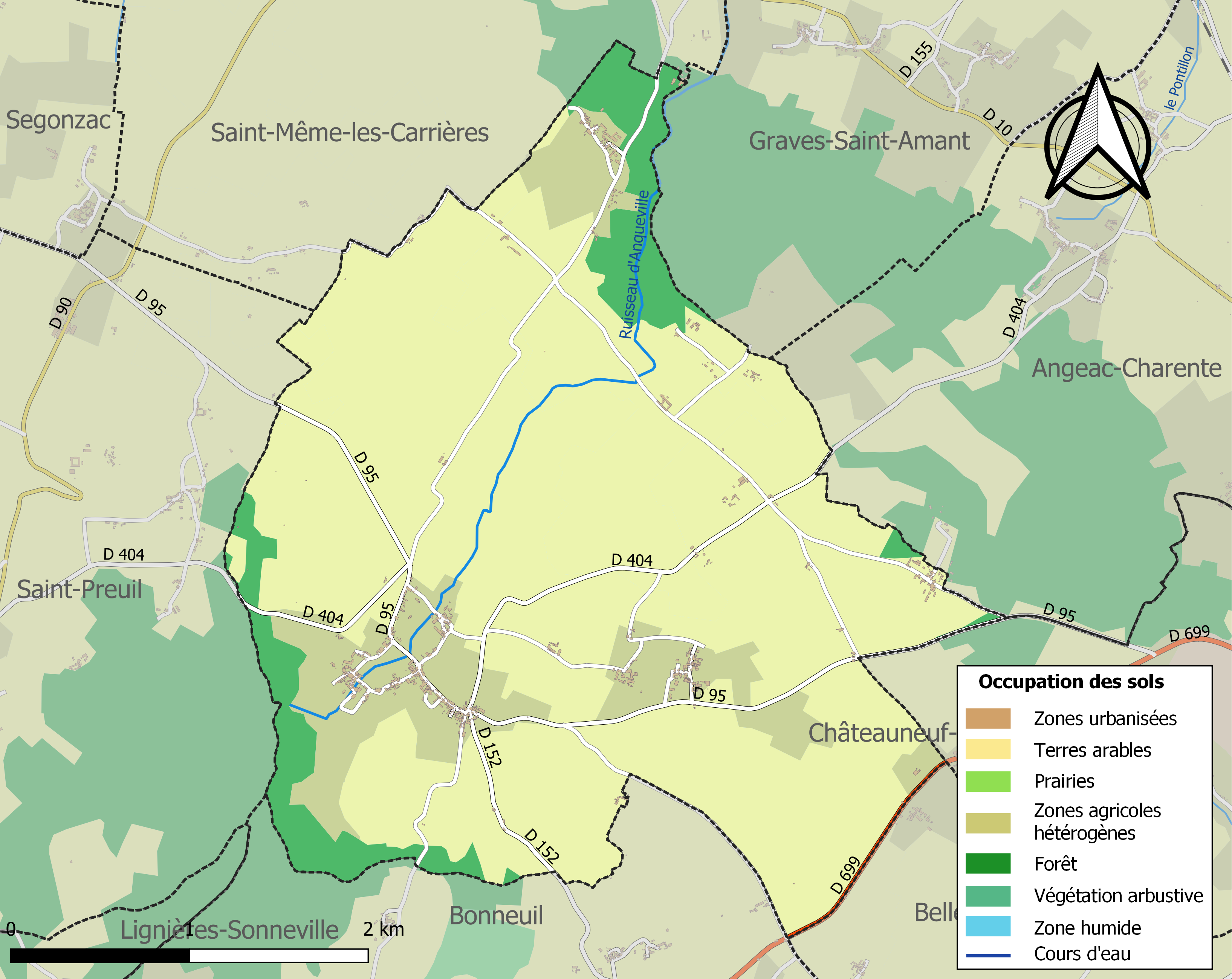
Carte des infrastructures et de l'occupation des sols de la commune en 2018 (CLC).

### Risques majeurs
Le territoire de la commune de Bouteville est vulnérable à différents aléas naturels : météorologiques (tempête, orage, neige, grand froid, canicule ou sécheresse) et séisme (sismicité faible). Un site publié par le BRGM permet d'évaluer simplement et rapidement les risques d'un bien localisé soit par son adresse soit par le numéro de sa parcelle.

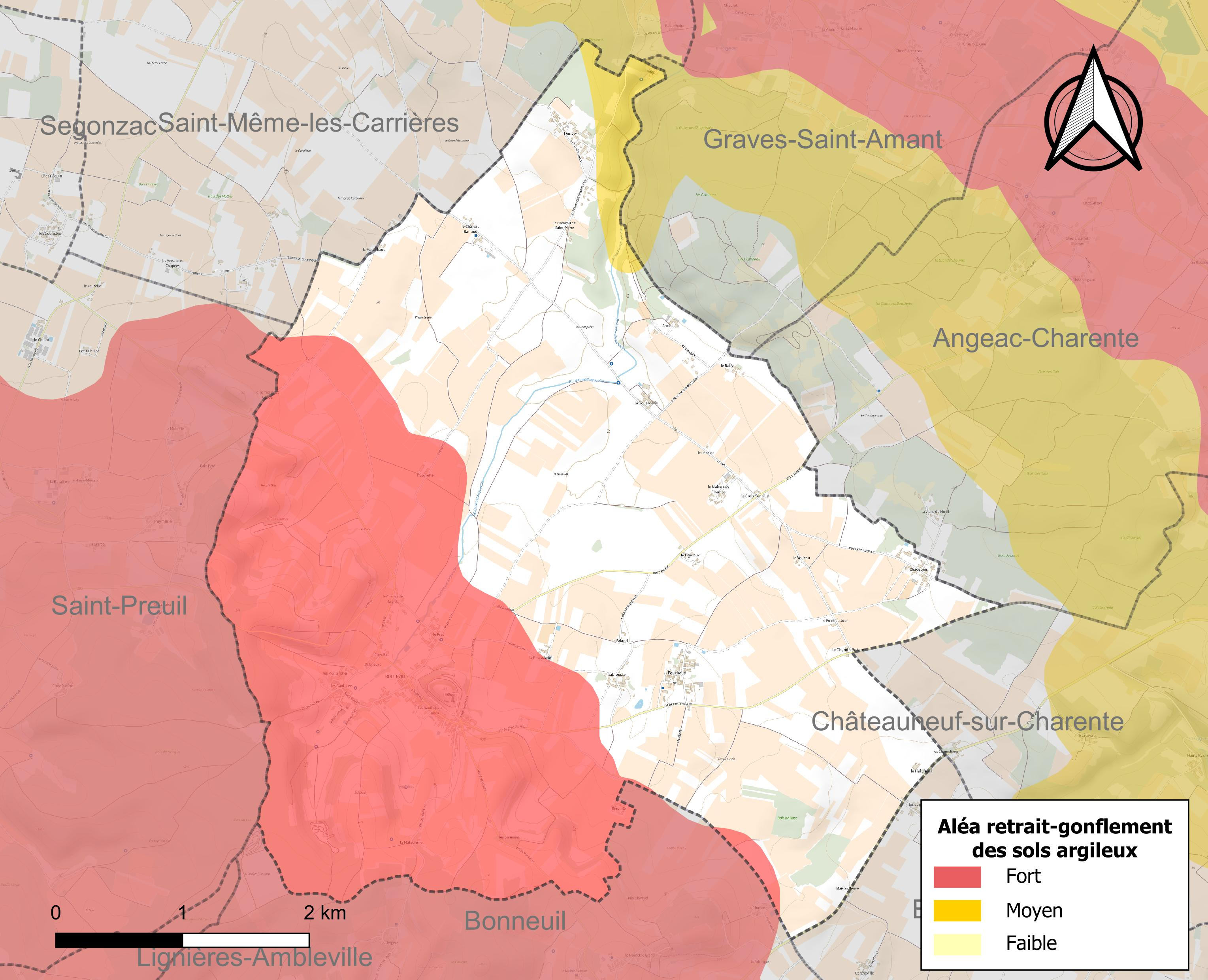
Carte des zones d'aléa retrait-gonflement des sols argileux de Bouteville.

Le retrait-gonflement des sols argileux est susceptible d'engendrer des dommages importants aux bâtiments en cas d’alternance de périodes de sécheresse et de pluie. 39,7 % de la superficie communale est en aléa moyen ou fort (67,4 % au niveau départemental et 48,5 % au niveau national). Sur les 191 bâtiments dénombrés sur la commune en 2019, 97 sont en aléa moyen ou fort, soit 51 %, à comparer aux 81 % au niveau départemental et 54 % au niveau national. Une cartographie de l'exposition du territoire national au retrait gonflement des sols argileux est disponible sur le site du BRGM,.
Par ailleurs, afin de mieux appréhender le risque d’affaissement de terrain, l'inventaire national des cavités souterraines permet de localiser celles situées sur la commune.
La commune a été reconnue en état de catastrophe naturelle au titre des dommages causés par les inondations et coulées de boue survenues en 1982, 1987 et 1999. Concernant les mouvements de terrains, la commune a été reconnue en état de catastrophe naturelle au titre des dommages causés par la sécheresse en 2005 et par des mouvements de terrain en 1999.

## Toponymie
Les formes anciennes sont sub oppido Botonae Ville en 1089, Botavilla en 1097.
L'origine du nom de Bouteville remonterait à un nom de personne franc Boto auquel est apposé le suffixe -villa, ce qui correspondrait au « domaine de Boto »,.
Les noms en -ville en Charente, fréquents entre Barbezieux et Châteauneuf, seraient issus des implantations franques après le VIe siècle en Aquitaine, comme au sud-est de Toulouse.

## Histoire

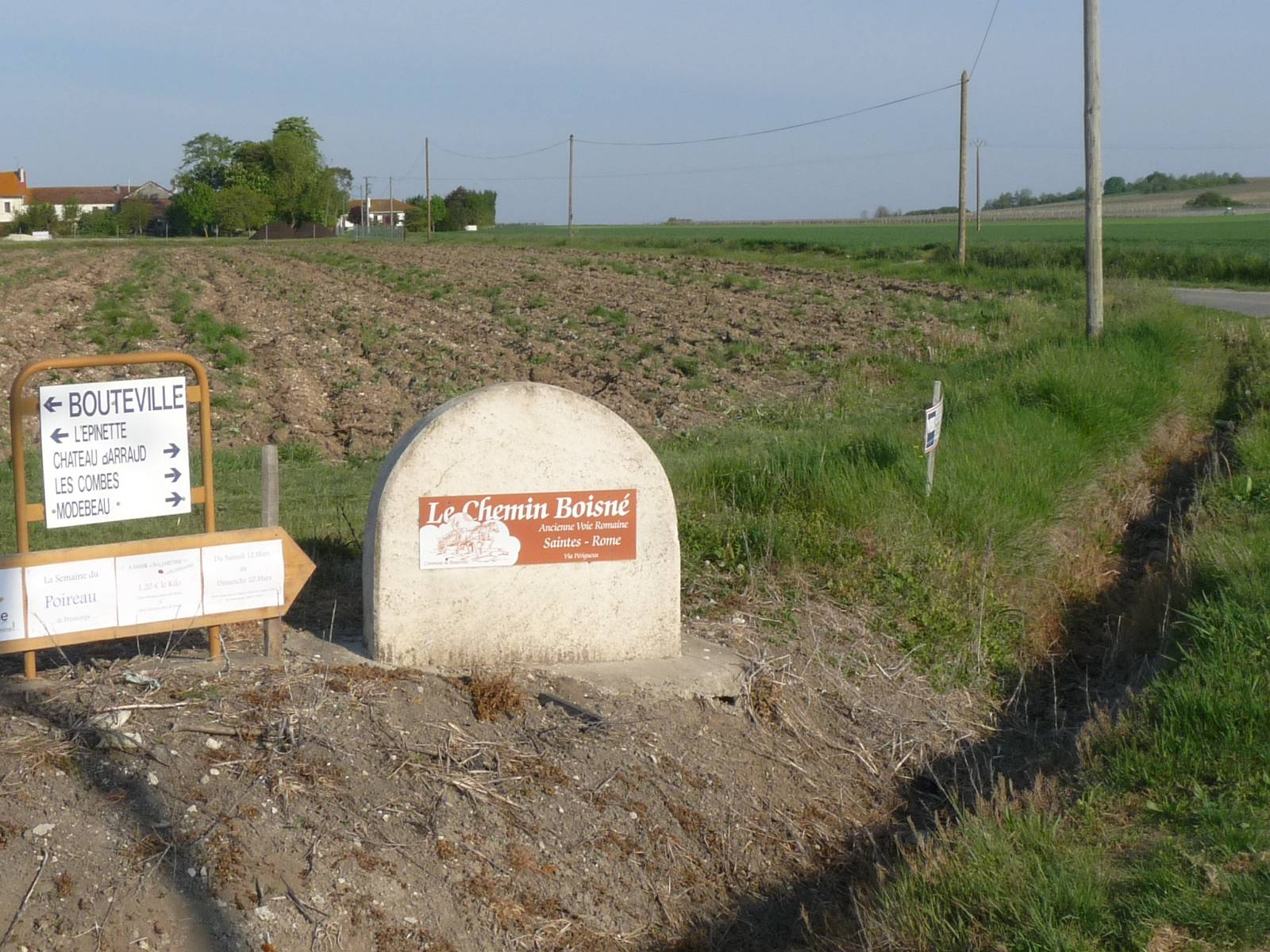
Le chemin Boisné près de Douvesse.

Édifié au sommet d'une colline élevée, d'où l'on aperçoit les remparts d'Angoulême, situé à proximité du chemin Boisné, voie romaine de Saintes à Périgueux, qui était autrefois le chemin le plus fréquenté de la contrée, le château de Bouteville joua un rôle des plus importants dans l'histoire de la région.

### Haut Moyen Âge
Le château primitif fut construit à l'époque des invasions normandes, dans le but de protéger la contrée contre les incursions des Barbares. Après la mort du comte d'Angoulême Turpion, tué en 863 dans un combat contre Maurus, chef des Normands, le château fut occupé par Landry, comte de Saintes, qui protégeait les envahisseurs. Émenon, successeur de Turpion, voulant récupérer ce château, déclara la guerre à Landry et le provoqua en combat singulier. Le combat eut lieu le 14 juin 866, et il coûta la vie aux deux adversaires ; les Normands profitèrent de la situation pour reparaître dans la contrée, dont ils furent définitivement chassés par Guillaume II Taillefer.
Quelques années plus tard, la seigneurie de Bouteville devint la propriété de Maynard le Riche, seigneur d'Archiac, dont la fille Pétronille, épousa Geoffroi, second fils de Guillaume II Taillefer. Geoffroi étant devenu comte d'Angoulême à la mort de son frère, la seigneurie de Bouteville se trouva rattachée au comté d'Angoulême.
C'est à Geoffroi et Pétronille que l'on doit la fondation du prieuré de Bouteville, ainsi que la continuation de l'église, commencée par Ildegarde, mère de Pétronille. Le tombeau de cette dernière se voit encore dans l'église.

### Bas Moyen Âge
Les comtes d'Angoulême firent de nombreux séjours dans la seigneurie de Bouteville, l'une des plus importantes parmi leurs possessions. C'est au château de Bouteville que mourut, le 16 novembre 1140, le comte Vulgrin II d'Angoulême, entre les bras de l'évêque Lambert. Après son mariage avec la comtesse Isabelle Taillefer, le roi d'Angleterre Jean-sans-Terre, fit plusieurs voyages en Angoumois et séjourna à Bouteville, notamment en 1202 et 1214.
Les Lusignan (issus du 2e mariage d'Isabelle avec Hugues X de Lusignan), qui succédèrent aux Taillefer dans le comté d'Angoulême, aimaient beaucoup la seigneurie de Bouteville. À la mort du comte Hugues XI en 1250, sa veuve Yolande de Dreux (1218-1270), reçut en douaire la terre de Bouteville. Elle vint habiter le château et y vécut de longues années, loin du bruit et du monde.
Après la réunion de l'Angoumois à la couronne de France (1208), Bouteville passa successivement entre les mains de Jeanne de Navarre, mariée au comte Philippe d’Évreux, qui la conserva jusqu'à sa mort en 1349, puis d'Aimeri III de La Rochefoucauld, qui la reçut du duc de Berry, lieutenant-général du roi en Languedoc, en récompense des grands services rendus au roi dans la guerre contre les Anglais.
Pendant la guerre de Cent Ans, le château de Bouteville joua un rôle des plus importants. Les Anglais s'en étant emparés, en firent une place-forte redoutable; aussi la garnison anglaise, commandée par Héliot de Plassac, résistait-elle encore en 1369, alors que toutes les places environnantes étaient reprises par les Français.
Héliot de Plassac s'étant aventuré jusque dans les environs de Cognac à la tête de 600 lances, il fut surpris par les troupes de Jacques de Surgères et Renaud VI, sire de Pons, sa troupe taillée en pièces, lui-même fait prisonnier et le château repris par les Français.

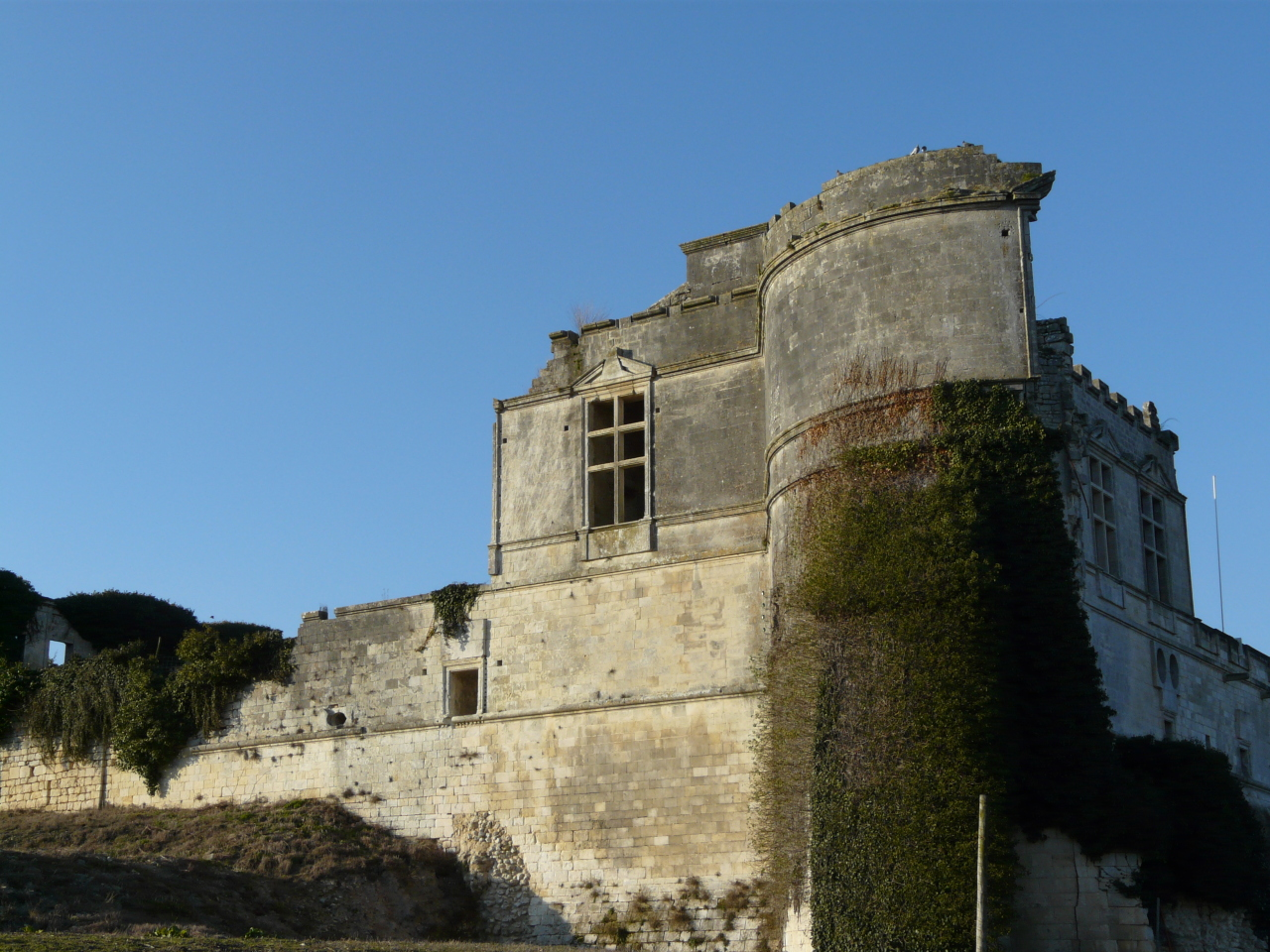
Château de Bouteville.

L'année suivante, les Anglais ayant reçu des renforts, s'emparèrent de nouveau de Bouteville, qui fut donné par le roi d'Angleterre Richard II, à Archambaud de Grailly, oncle du captal de Buch Jean.
Les Anglais devaient se maintenir à Bouteville pendant de nombreuses années. Le maréchal de Sancerre, ayant été envoyé en Angoumois, poursuivit dans leurs derniers retranchements le reste des bandes anglaises, et démolit les châteaux qui leur avaient servi de repaires : Merpins, Bourg-Charente, Jarnac, La Rochandry ; puis il vint mettre le siège devant le château de Bouteville.
Appelé à La Rochelle pour s'opposer à un débarquement des Anglais, le maréchal dut lever le siège, et ce ne fut qu'en 1392 que Bouteville fut repris par les Français.
Deux ans plus tard, Bouteville fit partie de l'apanage donné par le roi Charles VI, dit Charles le Bien-Aimé puis Charles le Fol, à son frère Louis, duc d'Orléans et, entre autres, comte apanagiste d'Angoulême. Après l'assassinat de ce dernier par les gens du duc de Bourgogne, le comté d'Angoumois dans son ensemble revint à son plus jeune fils, Jean, qui, livré en otage, resta prisonnier en Angleterre pendant trente-deux ans.
À son retour de captivité, en 1444, le comte Jean fit réparer le château de Bouteville et y séjourna souvent. C'est ici qu'il y perdit son fils aîné, Louis, filleul du roi Charles VII, dit « le Victorieux » ou encore « le Bien Servi » ; âgé alors de trois ans, l'enfant fut inhumé dans l'église du prieuré de Bouteville.
Charles d'Orléans, qui succéda au bon comte Jean, son père, habita souvent Bouteville avec son épouse, Louise de Savoie. Le couple eut deux enfants : Marguerite d'Angoulême, qui joua joue un rôle capital au cours de la première partie du XVIe siècle ; et François Ier, qui devint roi de France à la mort du roi Louis XII. À peine roi, François Ier érigea le comté d'Angoulême en duché-pairie, en faveur de sa mère, Louise de Savoie.

### Époque moderne
À la mort de cette dernière, en 1531, le duché d'Angoulême revint à la couronne ; mais la terre de Bouteville en fut rapidement distraite.
En effet, la longue guerre menée par François Ier contre l'empereur Charles Quint avait appauvri le trésor (Paix des Dames en 1529, de Nice en 1538, de Crépy en 1544), et on dut aliéner une partie des biens de la couronne ; c'est ainsi que le domaine fut engagé, sous faculté de rachat, à Claude de Montmorency-Fosseux (1507-1546), seigneur de Fosseuse, lieutenant-général de la Marine.
François de Montmorency († vers 1560 ?), l'un des fils de Claude, fut le premier de la famille qui prit le nom de seigneur de Bouteville. Il habita la vieille forteresse féodale qui avait été relevée de ses ruines par le comte Jean d'Angoulême.
Les troubles de la gabelle n'eurent aucune répercussion sur le château de Bouteville ; mais il n'en fut pas de même pour les guerres religieuses, qui ensanglantèrent la dernière moitié du XVIe siècle. Lors des débuts du protestantisme, le prieur de Bouteville se fit Réformé. Pendant cette période, le château fut tour à tour occupé par les catholiques et par les protestants.
En 1573, le château était occupé par les catholiques ; les protestants les surprirent et ils furent obligés de se rendre.
Deux ans plus tard, la garnison était commandée par le capitaine Bretauville, un des plus actifs parmi les chefs protestants de l'Angoumois. En juillet 1577, comme l'assassin de l'amiral de Coligny, Charles Danowitz dit Besme, revenait d'Espagne, il fut arrêté et tué, près de Jarnac, par une partie de la garnison de Bouteville.
Pendant la lutte du roi Henri IV contre les Ligueurs, le fils aîné du seigneur de Bouteville, François II de Montmorency-Hallot, fut un des plus chauds partisans du roi ; il se comporta vaillamment en 1590 à Arques et à Ivry, et assista au siège de Paris. Blessé grièvement au siège de Rouen, il se rétablissait lentement à Vernon, lorsqu'il fut assassiné par le marquis d'Allègre en septembre 1592, à l'âge de trente-six ans.
Son frère cadet, Louis de Montmorency-Bouteville (1560-1615), fut un digne représentant de cette famille, l'une des plus illustres de France. À l'âge de vingt-neuf ans, il prit la ville de Senlis, alors entraînée dans le parti de la Ligue par son évêque, Guillaume Rose ; pour conserver au roi la possession de cette ville, il fit venir à son secours son cousin, Guillaume de Montmorency-Thoré, accompagné de quelques gentilshommes de l'Île-de-France et de la Picardie.
Les ligueurs, ayant à leur tête le duc d'Aumale, vinrent mettre le siège devant Senlis, au nombre de 12 000. Les munitions venaient à manquer, lorsque les partisans du roi furent secourus par François de La Noue, qui infligea aux Ligueurs une sanglante défaite.
Le roi Henri III récompensa Louis de Bouteville en lui donnant le gouvernement de Senlis, ainsi qu'une compagnie de 50 hommes d'armes (1589).
L'année suivante, lors du siège de Paris par le roi Henri IV, les Ligueurs tentèrent de nouveau de s'emparer de Senlis, tentative déjouée par la vigilance de son gouverneur. Lors de l'entrée d'Henri IV dans Paris en mars 1594, ce fut Louis de Montmorency-Bouteville qui pénétra le premier dans la ville à la tête des lansquenets. Il fut nommé vice-amiral de France et représenta la noblesse de Senlis aux États généraux de 1614, qui aboutirent, entre autres, à la publication du concile de Trente, et à l'abolition de la paulette.
De son mariage avec Charlotte-Catherine de Luxe, Louis laissa cinq enfants, dont le cadet, François de Montmorency-Bouteville (né v. 1600), prit le titre de comte de Bouteville, puis de comte de Luxe. Ce dernier est surtout célèbre pour s'être battu en duel contre le marquis François d'Harcourt de Beuvron (1598-1658) (ou un frère puîné de ce dernier : Guy, comte de Beuvron, 1601-1628), ce qui lui valut d'être condamné à mort et exécuté en place de Grève en juin 1627, le cardinal de Richelieu s'étant montré inflexible.
Cependant, si les Montmorency-Bouteville-Luxembourg continuaient à porter le titre de comtes de Bouteville (même, Charles-Paul-Sigismond (1697-1769) adopta en 1736 le titre de courtoisie de duc de Bouteville), la châtellenie était sortie depuis longtemps de leur maison. Dès l'année 1559, cette terre avait été engagée à Galéas Pic de la Mirandole, seigneur italien qui avait rendu de grands services à l'armée française et qui était ensuite venu se fixer en France.
Ayant remboursé aux héritiers de Galéas la somme que ce dernier avait payée lors de l'engagement, le roi Henri IV ordonna, en 1593, la revente du domaine de Bouteville, qui fut acquis par Bernard de Béon du Massès en avril/mai 1593 (prise de possession le 4 octobre 1593), moyennant le paiement d'une somme de 50 577 écus 53 sols.
Ce seigneur épousa en secondes noces Louise de Luxembourg, fille aînée de Jean IV de Luxembourg, comte de Ligny et de Brienne. C'était un homme remarquable, qui fut conseiller du roi en ses Conseils d'État et privé, lieutenant-général des armées, gouverneur des provinces d'Angoumois, Aunis et Saintonge, et chevalier du Saint-Esprit. De son mariage sont issus les Béon-Luxembourg, qui continuèrent les comtes de Brienne et se fondirent dans les Loménie (de Brienne).
La terre de Bouteville demeura plus d'un siècle dans la famille de Béon du Massès. Le 31 janvier 1726, elle fut acquise par M. de Bruzac-Hautefort, major des gardes du corps, qui dut rembourser une forte somme aux héritiers de M. de Béon du Massès et, de plus, verser au Trésor royal la somme de 60 000 livres.
À la Révolution, la terre faisait partie de l'apanage du Charles X, comte d'Artois, futur roi de France, qui l'avait acquise quelques années auparavant. Elle fut mise sous séquestre, ainsi que tous ses autres biens, lorsqu'il eut émigré. En 1804, le château fut acheté par M. Marcombe, dont la famille l'a possédé jusqu'au début du XXe siècle. C'est ensuite M. Ravaud, qui l'acheta et y entreprit d'importantes réparations.

## Administration

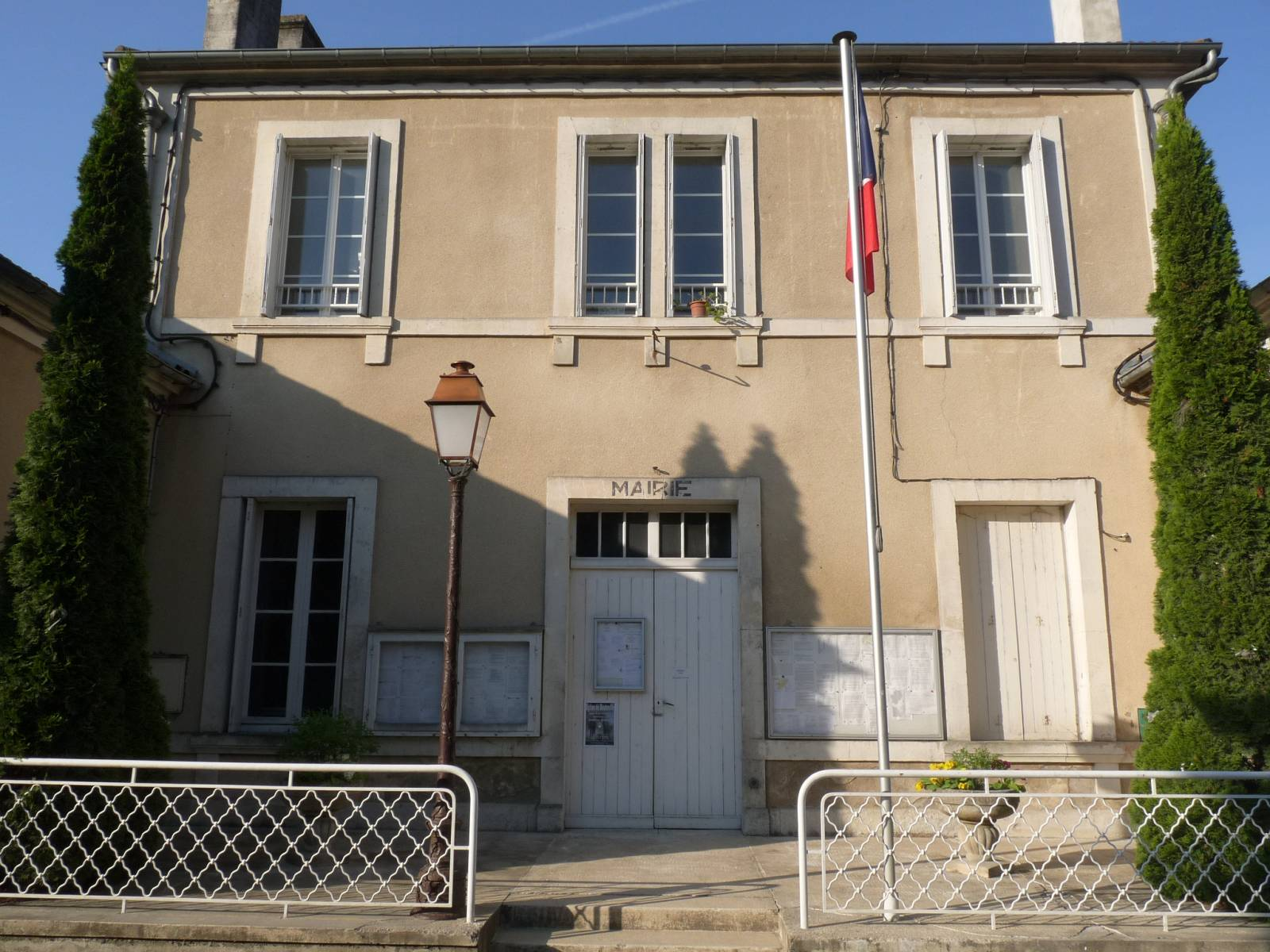
La mairie.

La commune de Bouteville appartient au département de la Charente depuis sa création en 1793, elle fait partie du district de Cognac devenu arrondissement de Cognac en 1801 mais alors qu'elle appartenait au canton de Segonzac en 1793, Bouteville est passée dans celui de Châteauneuf en 1801 (devenu Châteauneuf-sur-Charente en 1891)
| Période                                  | Période  | Identité        | Étiquette | Qualité                            |
| ---------------------------------------- | -------- | --------------- | --------- | ---------------------------------- |
| Les données manquantes sont à compléter. |          |                 |           |                                    |
| avant 1981                               | ?        | Paul Lascoux    |           |                                    |
| Les données manquantes sont à compléter. |          |                 |           |                                    |
| 1989                                     | En cours | Jacques Deslias | SE        | Responsable sécurité environnement |

## Démographie

### Évolution démographique
L'évolution du nombre d'habitants est connue à travers les recensements de la population effectués dans la commune depuis 1793. Pour les communes de moins de 10 000 habitants, une enquête de recensement portant sur toute la population est réalisée tous les cinq ans, les populations de référence des années intermédiaires étant quant à elles estimées par interpolation ou extrapolation. Pour la commune, le premier recensement exhaustif entrant dans le cadre du nouveau dispositif a été réalisé en 2004.

En 2022, la commune comptait 330 habitants, en évolution de +2,17 % par rapport à 2016 (Charente : −0,48 %, France hors Mayotte : +2,11 %).
| 1793 | 1800 | 1806 | 1821 | 1831 | 1841 | 1846 | 1851 | 1856 |
| ---- | ---- | ---- | ---- | ---- | ---- | ---- | ---- | ---- |
| 740  | 821  | 875  | 840  | 819  | 837  | 826  | 837  | 800  |

| 1861 | 1866 | 1872 | 1876 | 1881 | 1886 | 1891 | 1896 | 1901 |
| ---- | ---- | ---- | ---- | ---- | ---- | ---- | ---- | ---- |
| 828  | 810  | 811  | 774  | 695  | 623  | 628  | 624  | 602  |

| 1906 | 1911 | 1921 | 1926 | 1931 | 1936 | 1946 | 1954 | 1962 |
| ---- | ---- | ---- | ---- | ---- | ---- | ---- | ---- | ---- |
| 613  | 585  | 528  | 488  | 487  | 487  | 458  | 466  | 449  |

| 1968 | 1975 | 1982 | 1990 | 1999 | 2004 | 2006 | 2009 | 2014 |
| ---- | ---- | ---- | ---- | ---- | ---- | ---- | ---- | ---- |
| 459  | 428  | 388  | 398  | 343  | 341  | 338  | 335  | 326  |

| 2019 | 2022 | - | - | - | - | - | - | - |
| ---- | ---- | - | - | - | - | - | - | - |
| 320  | 330  | - | - | - | - | - | - | - |

### Pyramide des âges
En 2018, le taux de personnes d'un âge inférieur à 30 ans s'élève à 30 %, soit en dessous de la moyenne départementale (30,2 %). À l'inverse, le taux de personnes d'âge supérieur à 60 ans est de 31,6 % la même année, alors qu'il est de 32,3 % au niveau départemental.
En 2018, la commune comptait 170 hommes pour 151 femmes, soit un taux de 52,96 % d'hommes, largement supérieur au taux départemental (48,41 %).
Les pyramides des âges de la commune et du département s'établissent comme suit.
| Hommes | Classe d’âge | Femmes |
| ------ | ------------ | ------ |
| 1,8    | 90 ou +      | 3,3    |
| 5,9    | 75-89 ans    | 9,3    |
| 22,5   | 60-74 ans    | 20,5   |
| 21,9   | 45-59 ans    | 21,9   |
| 17,2   | 30-44 ans    | 15,9   |
| 13,0   | 15-29 ans    | 15,9   |
| 17,8   | 0-14 ans     | 13,2   |

| Hommes | Classe d’âge | Femmes |
| ------ | ------------ | ------ |
| 1      | 90 ou +      | 2,7    |
| 9,2    | 75-89 ans    | 12     |
| 20,6   | 60-74 ans    | 21,3   |
| 20,7   | 45-59 ans    | 20,3   |
| 16,8   | 30-44 ans    | 16     |
| 15,6   | 15-29 ans    | 13,4   |
| 16,1   | 0-14 ans     | 14,3   |

### Remarques
Bouteville a une population en constante diminution depuis 1806. En 200 ans la baisse est de 58 %.

## Économie

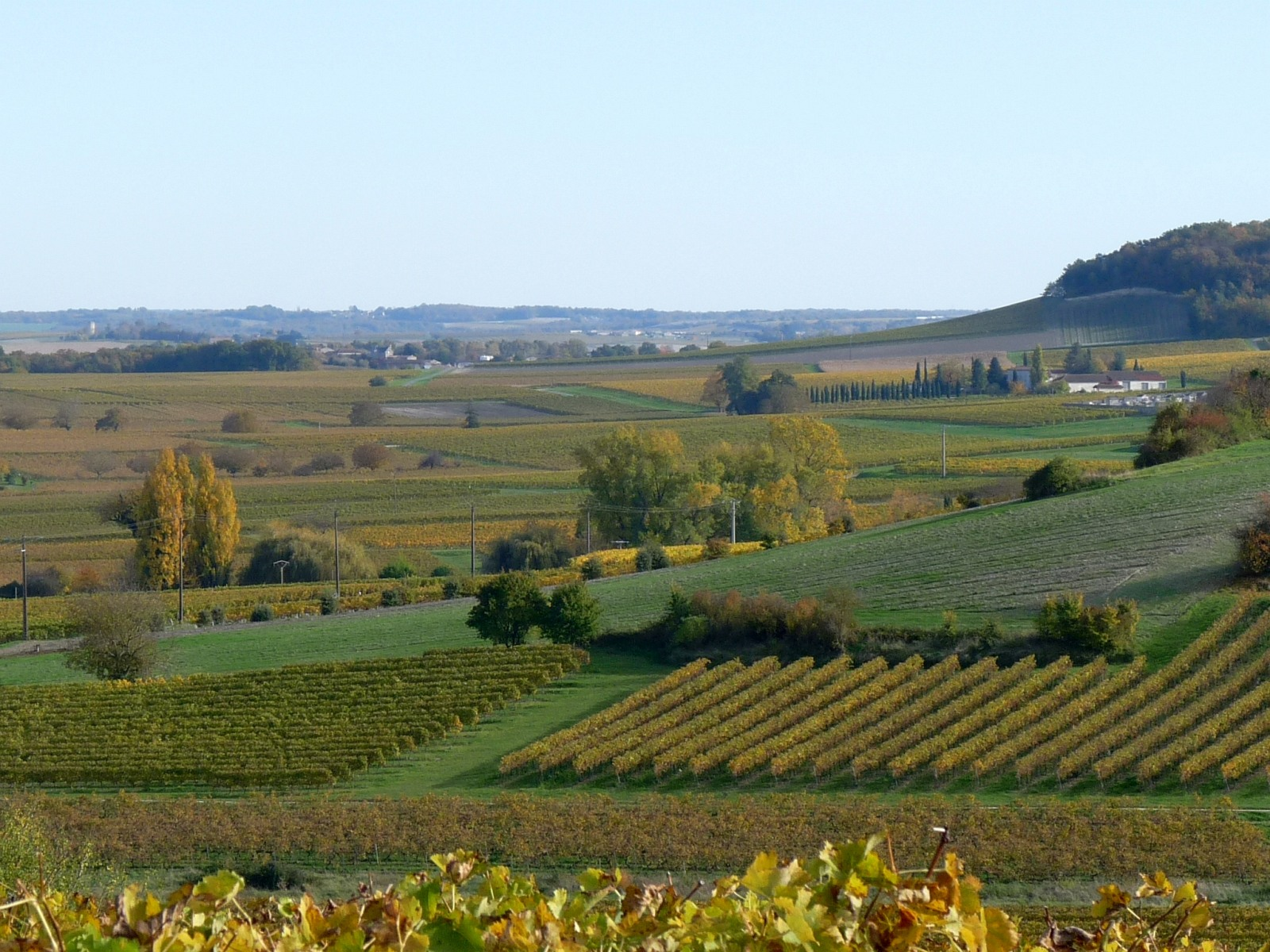
Le vignoble en automne.

L'économie est avant tout agricole et viticole avec des producteurs et de la vente de cognac, pineau des Charentes et vin de pays charentais.
La commune est située dans la zone d'appellation d'origine contrôlée cognac, en Grande Champagne, premier cru classé.
Il y a un seul artisan, un plombier, et les commerces les plus proches se trouvent à Châteauneuf.
Au pied du château se trouve la fabrique du Baume de Bouteville, un vinaigre balsamique artisanal fabriqué à base de moût de raisin de la grande région de Cognac.

## Équipements, services et vie locale

### Enseignement
L'école est un RPI entre Bouteville, Angeac-Charente et Bonneuil. Bouteville accueille l'école maternelle et Angeac-Charente et Bonneuil les écoles élémentaires.

### Santé
Cabinets médicaux et pharmacies sont à  Saint-Même-les-Carrières, Segonzac et Châteauneuf-sur-Charente.

## Lieux et monuments

### Patrimoine religieux
La première église de Bouteville, dite chapelle, était dédiée à saint Nicolas et se trouvait au nord du château, dans la vallée. Elle aurait été fondée par Hélie Roou son père, entre la croix Constantin et le ruisseau Foucard, et aurait été détruite, selon l'abbé Nanglard, en 1248.
Une seconde église, la chapelle Saint-Nicolas-des-Champs, qui pourrait avoir été un baptistère, appelée chapelle de Rioufoucard jusqu'au XIVe siècle, avait été construite, à une date inconnue, près de la fontaine qui est au bas du bourg actuel; elle disparaît du cadastre en 1834.
Enfin, en 1025, Ildegarde, dame de Bouteville, fit construire l'église prieurale, devenue aujourd'hui paroissiale.
La fille de la fondatrice, Pétronille, épouse du comte d'Angoulême et seigneur du lieu Geoffroi Taillefer, ajouta à l'église construite par sa mère un transept, dont le croisillon du midi subsiste encore.
Pétronille fut enterrée devant l'église et on peut encore lire son épitaphe à droite de la porte.
Au XIIe siècle on ajouta la chapelle du sud, édifiée sur une crypte.
L'église Saint-Paul, ancien prieuré du diocèse de Saintes fut donnée à l'abbaye de Savigny, près de Lyon.
L'église comprenait deux nefs juxtaposées ; celle du sud suivie d'un transept, avec clocher sur le carré, et d'une abside semi-circulaire. Cette nef fut détruite par les Anglais, à la fin du XIVe siècle ; les protestants ravagèrent l'autre partie ; le clocher et la nef s'écroulèrent en 1682. Des réparations furent faites à diverses époques, au XVe siècle, et jusqu'en 1624 par Louise de Luxembourg, veuve de Bernard III de Béon du Massès seigneur de Bouteville, et dans le cours du XIXe siècle,,.

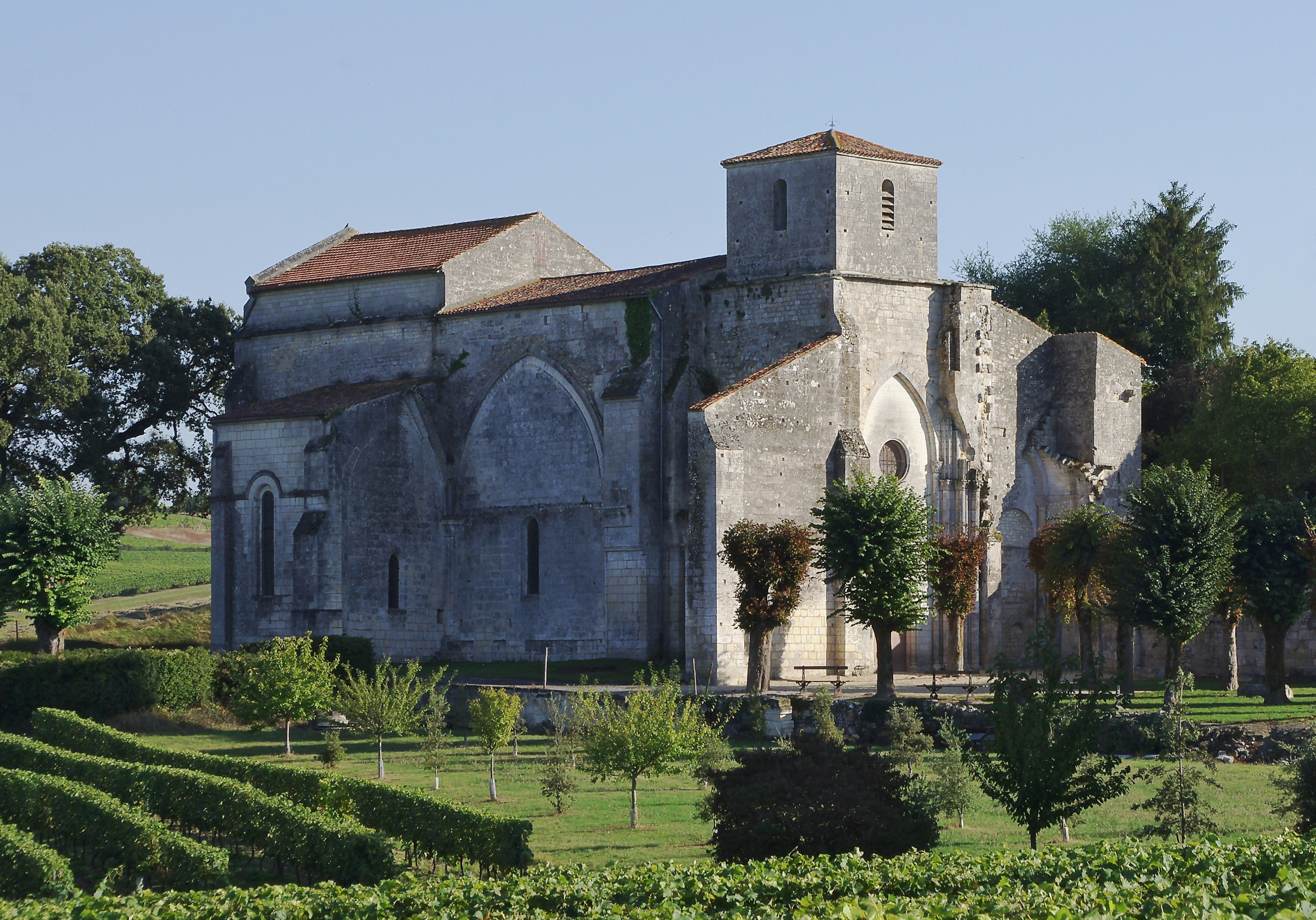
.L'église Saint-Paul au milieu des vignes
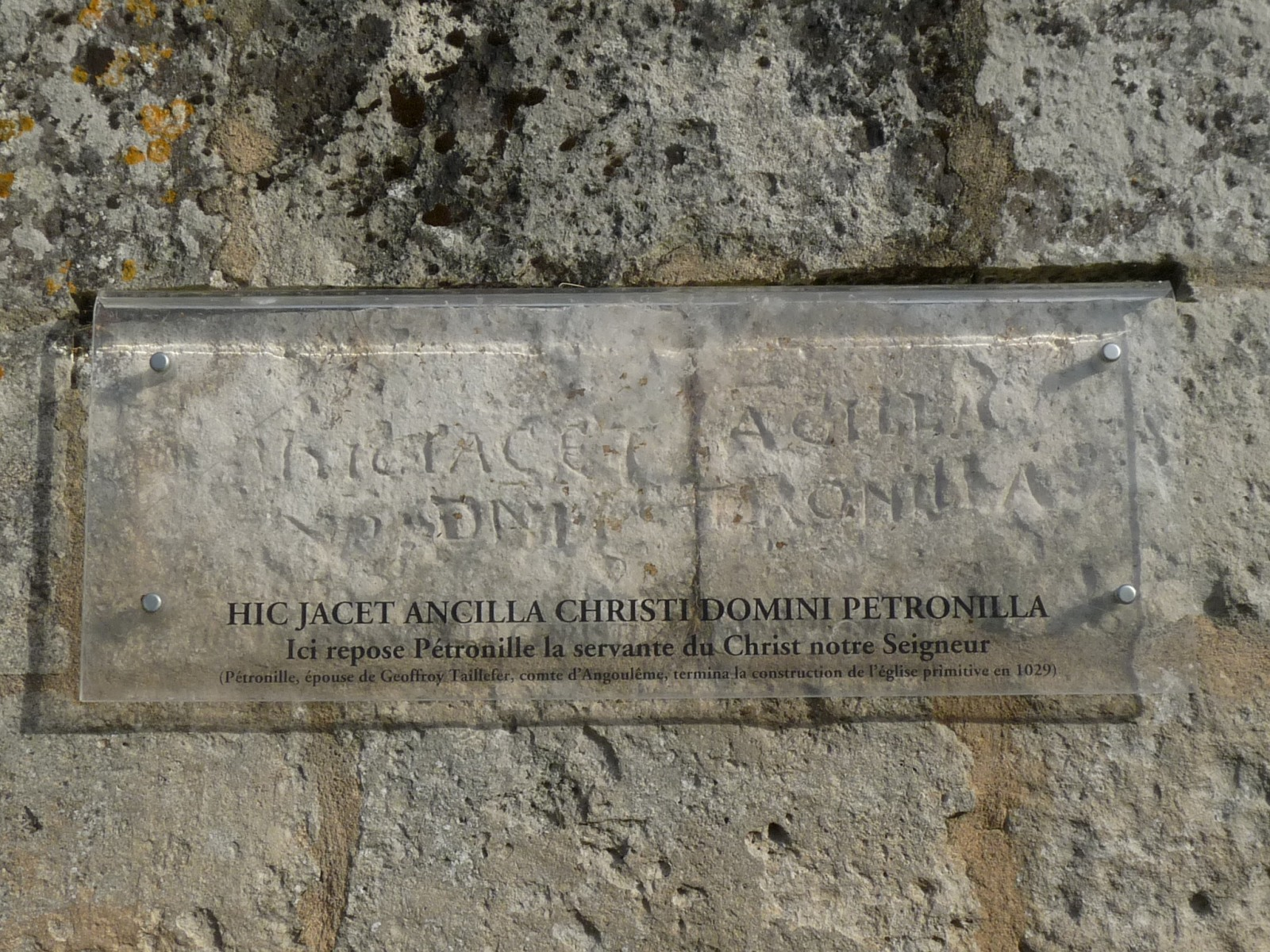
L'épitaphe de Pétronille.
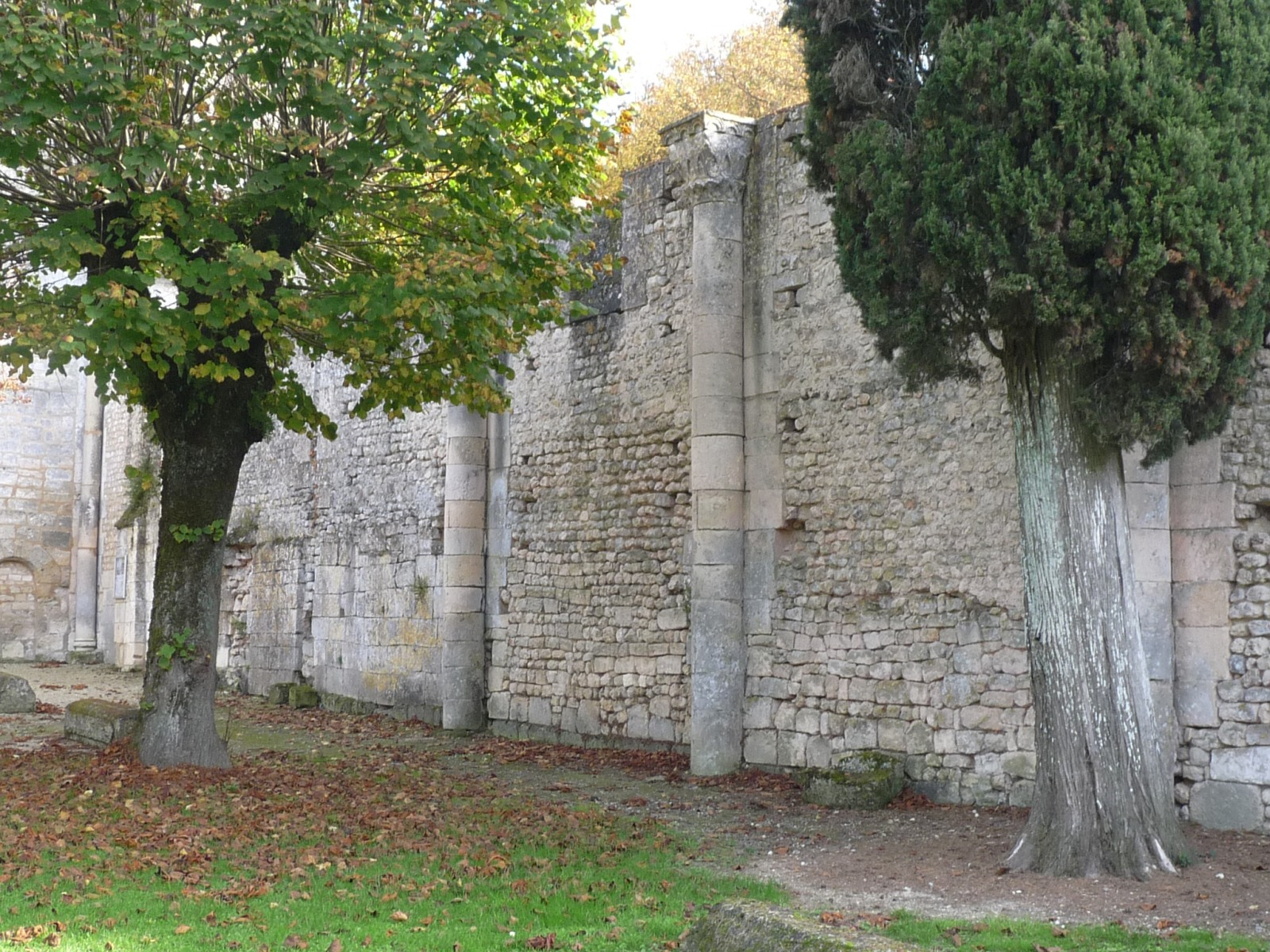
Colonnes du prieuré.

### Patrimoine civil

#### Château de Bouteville
Le premier château, élevé sur une colline dominant le Chemin Boisné, date peut-être des invasions normandes.
Le château comtal appartenait dès le XIe siècle à la famille Taillefer. En 1176, il fait partie des nombreuses places fortes remises au Roi d'Angleterre, Richard Cœur de Lion. En 1356, Bouteville, toujours aux mains des Anglais, le Prince noir fit consolider les murs d'enceinte. La restitution fut obtenue en 1392. Après être passé successivement dans les mains des comtes d'Angoulême, de Jean et Charles d'Orléans, puis des Montmorency-Bouteville, il se retrouva en 1550 être en ruines.
Le château actuel, qui a remplacé la forteresse médiévale, a été reconstruit entre 1594 et 1624 par Bernard de Béon du Massès et Louise de Luxembourg. La famille du Massès l'a conservé jusqu'en 1725. Il passe alors à Henri de Bruzac-Hautefort. Cette famille le conserve à son tour jusqu'en 1787 date à laquelle la seigneurie de Bouteville est incorporée à l'apanage du Comte d'Artois (Charles-Philippe, futur Charles X).
Mis sous séquestre lors de l'émigration du comte d'Artois il a alors servi de prison et n'a été vendu comme bien national qu'en l'an XI. L'acquéreur, Antoine Marcombe, est issu d'une famille bourgeoise de Bouteville. Après la famille Marcombe, qui l'a gardé pendant tout le XIXe siècle, se succèdent, au XXe siècle, plusieurs autres possesseurs dont les Ravaud, puis De Joyet, et de nos jours la commune.

#### Château d'Anqueville
Le château d'Anqueville, établi sur un éperon rocheux qui dominait le ruisseau, l'étang et le moulin. Il est situé en limite des communes de Saint-Même-les-Carrières et Graves-Saint-Amant. Ce château médiéval ruiné durant la guerre de cent ans et reconstruit au XVe siècle a été en partie démoli au XIXe siècle. Il reste un donjon rectangulaire du XIIIe siècle, flanqué d'une tourelle polygonale du XVe siècle ainsi que des restes de fortifications avec chemin de ronde, tourelles et courtines. La fuie a disparu et le moulin à eau a été détruit par une tempête en 1768. Le château d'Anqueville fait chambre d'hôtes.

### Patrimoine culturel

#### Littérature
La terre de Bouteville est évoquée dans un roman, Les Duellistes, qui relate la vie de François de Montmorency comte de Bouteville.

## Personnalités liées à la commune

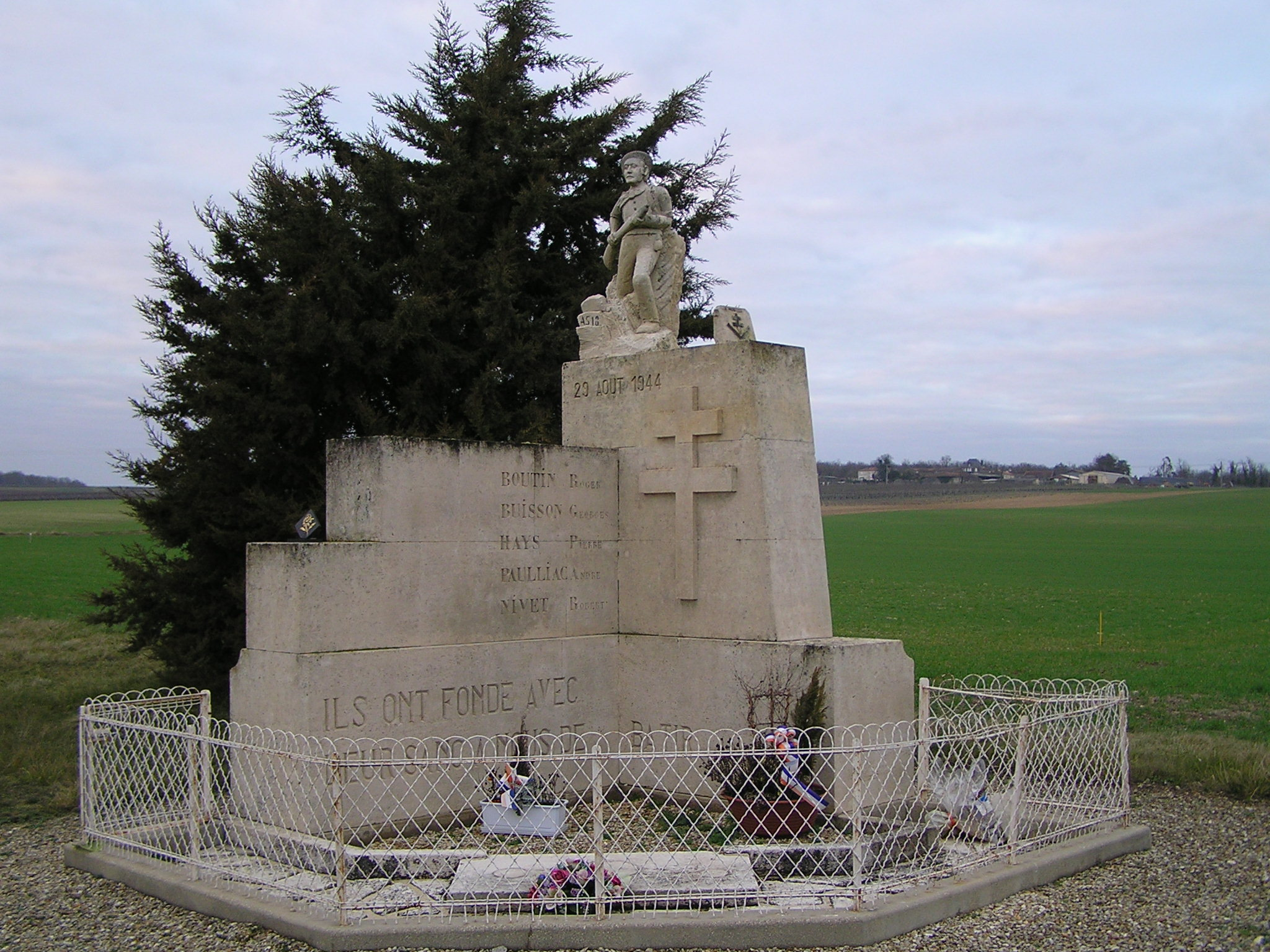
Le mémorial du 29 août 1944, à Douvesse.

Le château de Bouteville a appartenu à de nombreuses personnes illustres, et parmi elles certaines ont particulièrement marqué Bouteville car elles y ont vécu :
- Jeanne de Navarre
- Jean d'Orléans
- François de Montmorency-Bouteville

## Héraldique
| Blason | Blasonnement : Écartelé : au 1er d'or à deux vaches de gueules, accornées et clarinées d'azur, surmontées d'une étoile de gueules, au 2e de gueules à une croix pattée et alaisée d'or, accompagnée de quatre amandes d'argent posées en cercle, au 3e d'azur à un écusson losangé d'or et de gueules, au 4e d'or à trois forces de sable. |